# Stefano Casiraghi
Stefano Casiraghi (8. září 1960, Como, Itálie – 3. října 1990, Cap Ferrat, Francie) byl italský sportovec a podnikatel, druhý manžel monacké princezny Caroline.

## Rodina
Jeho otcem byl podnikatel Giancarlo Casiraghi a matkou Fernanda Casiraghi. Měl tři sourozence – Marco, Danielle a Rosalba.
Dne 29. prosince 1983 se v Monaku oženil s princeznou Caroline; stal se jejím druhým manželem. Během sedmiletého manželství měl pár tři děti:
- Andrea Albert Pierre Casiraghi (* 8. června 1984), ⚭ 2013 Tatiana Santo Domingo (* 24. listopadu 1983)
- Charlotte Marie Pomeline Casiraghi (* 3. srpna 1986), ⚭ 2019 Dimitri Rassam (* 16. listopadu 1981)
- Pierre Rainier Stefano Casiraghi (* 5. září 1987), ⚭ 2015 Beatrice Borromeo (* 18. srpna 1985)

Jeho tchánem byl monacký kníže Rainier III. a tchyní monacká kněžna a hollywoodská hvězda Grace Kelly. Mezi jeho dobré přátele patřili módní návrhář Karl Lagerfeld, Inès de La Fressange, Marco Balestri, Antonio Varenna, Hélène Boitel nebo Marina Palma.

## Smrt
Stefano Casiraghi zemřel na širém moři při závodu motorových člunů, když v této disciplíně obhajoval titul mistra světa. Nehoda se stala u pobřeží Monaka nedaleko mysu Cap Ferrat dne 3. října 1990. Při závodu nebyly vhodné podmínky, byly příliš velké vlny. Odborníci, kteří jeho nehodu vyšetřovali, řekli, že by přežil, kdyby jeho loď „Pinot di Pinot“ měla plně krytý trup. Casiraghi měl v plánu ukončit svou závodní kariéru, pokud by titul obhájil. Říká se, že Casiraghi byl životní láskou princezny Caroline a jeho smrt ji velmi zasáhla. Je pohřben v Chapelle de la Paix v Monaku.